# Klassenlehrerprinzip
Der Begriff Klassenlehrerprinzip bezeichnet das Konzept, dass eine Schulklasse in nahezu allen Fächern, zumindest aber in den Hauptfächern, von derselben Lehrkraft unterrichtet wird. Es wird vor allem an Grund- und Hauptschulen angewandt. Beispiele für die Nutzung des Klassenlehrerprinzips sind die hessischen Haupt- und die bayerischen Mittelschulen.

## Vorteile für die Schüler
- Der Schüler hat in der Regel eine feste Bezugsperson über den Zeitraum von mehreren Schuljahren.
- Die Lehrkraft lernt die Schüler besser kennen und kann damit besser auf deren Schwierigkeiten eingehen (inner- und außerschulisch).
- Die Klassengemeinschaft wird gestärkt.
- Der Lehrplan in der Grund- und Hauptschule sieht Themenfelder vor, die in mehreren Fächern zur selben Zeit verwirklicht werden sollen (epochaler Unterricht).
- Die Klassenlehrkraft kann besser auf fächerübergreifende Arbeitsweisen eingehen.
- Projektorientierter Unterricht und Projektunterricht lassen sich verhältnismäßig einfach verwirklichen.

## Nachteile für die Schüler
- Die Lehrkraft unterrichtet auch Fächer, in denen sie nicht explizit ausgebildet wurde.
- Störungen im Lehrer-Schüler-Verhältnis können sich auf den gesamten Lernerfolg auswirken (nicht nur auf einzelne Fächer).
- Weniger Abwechslung im Schulalltag, wodurch die Aufmerksamkeit und sozialen Kompetenzen gemindert werden können.
- Ein Ausfall der Lehrkraft führt zu einer Neubesetzung (Mobile Reserve) in allen Fächern und damit zu Umstellungsproblemen bei den Schülern, während beim Wechsel der Lehrkraft in nur einem Fach die Kontinuität in den anderen Fächern gewahrt bleibt.